# Внешняя политика Йемена
Внешняя политика Йемена — это общий курс Йемена в международных делах. Внешняя политика регулирует отношения Йемена с другими государствами. Реализацией этой политики занимается Министерство иностранных дел Йемена.

## История
В 1934 году было подписано Таифское соглашение, которое определило вектор развития отношений Йемена с соседней Саудовской Аравией. В 1995 году лидеры обеих стран подтвердили приверженность к соблюдению положений Таифского соглашения, которое в том числе определяет государственную границу. В 1960-х годах СССР и КНР оказывали материальную помощь Северному Йемену. В сентябре 1962 года в Йеменской Арабской Республике произошла революция, после чего страна попала в зависимость от Египта. Саудовская Аравия выступила против революции в Северном Йемене и не признавала власть в этой стране до 1970 года. Затем, Саудовская Аравия оказала Йемену значительную материальную поддержку, а также поддерживала тесные контакты с племенами этой страны. В конце 1970-х и 1980-х годов сотни тысяч йеменцев отправились на работу в Саудовскую Аравию. Народная Демократическая Республика Йемен имела дипломатические отношения со многими странами, но основные контакты она поддерживала с Советским Союзом и другими марксистскими странами. Отношения между НДРЙ и другими арабскими государствами Аравийского полуострова были напряжёнными. В 1969 и 1973 годах были военные столкновения с Саудовской Аравией, а также НДРЙ оказывала активную поддержку восстанию в Дофаре против соседнего Омана. В феврале 1989 года Северный Йемен вместе с Ираком, Иорданией и Египтом стал основателем Совета арабского сотрудничества. В 1990 году ЙАР и НДРЙ объединились в единое государство Республика Йемен. Во время вторжения Ирака в Кувейт и последующей за этим международной военной операцией «Буря в пустыне», Йемен занял нейтральную позицию. Йемен не является членом Совета сотрудничества арабских государств Персидского залива.
После окончания операции «Буря в пустыне» Йемен продолжил поддерживать контакты на высоком уровне с Ираком. Этот факт негативно сказался на развитии отношений с соседними арабскими государствами. В 1993 году Йемен предпринял ряд неудачных попыток наладить отношения со странами Персидского залива. Во время Гражданской войны в Йемене в 1994 году многие арабские государства помогали повстанцам в их борьбе с центральной властью. После победы правительственных сил в гражданской войне отношения с соседними государствами стали нормализовываться. Впервые за долгие годы была открыта йеменско-оманская граница. В 1998 году Йемен также урегулировал свой пограничный спор с Эритреей по принадлежности островов Ханиш. Летом 2000 года Йемен и Саудовская Аравия подписали Международный договор о границе, разрешивший 50-летний территориальный спор. 
В 2004 году хуситы подняли восстание в Йемене, предположительно при поддержке иранских властей. В январе 2009 года Саудовская Аравия высказала опасения, что боевики Аль-Каиды на Аравийском полуострове предпримут попытки вооружённых нападений со стороны Йемена. Для Саудовской Аравии незаконная контрабанда оружия и наркотиков из Йемена остается серьезной проблемой. Саудовские власти используют беспилотные летательные аппараты для патрулирования пограничных районов. В 2009 году Саудовская Аравия оказала Йемену помощь в размере 2 миллиардов долларов США, чтобы помочь этой стране компенсировать дефицит бюджета из-за сокращения добычи нефти. 1 марта 2015 года иранский самолёт с гуманитарной помощью приземлился в столице Йемена Сане, менее чем через 24 часа после того, как хуситы, контролирующие город, подписали авиационное соглашение с Тегераном.